# لاند روفر

## لاند روفر

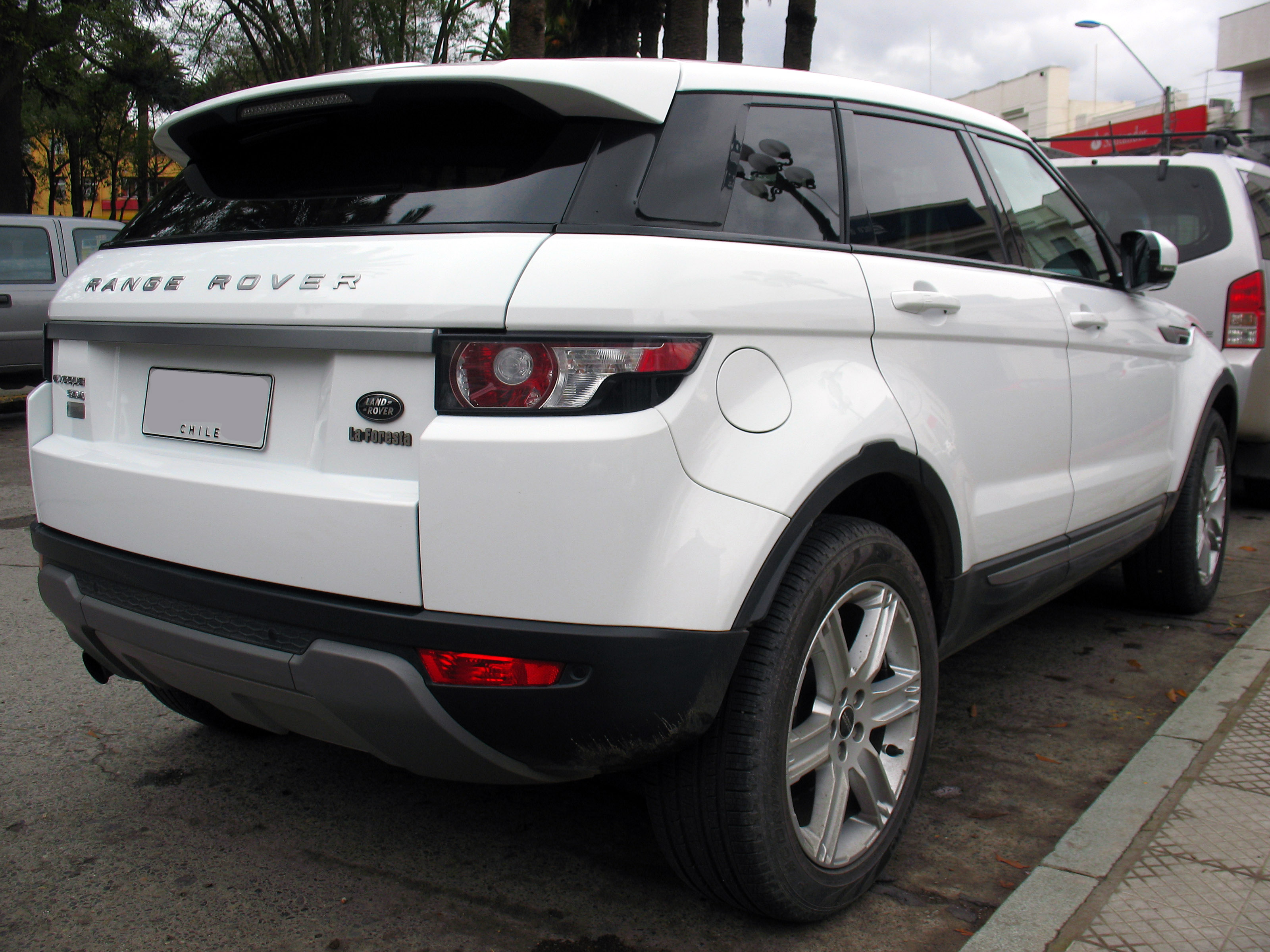
طرازات «رينج روفر» أفخم درجات سيارات «لاند روفر»

سيارة بريطانية المنشأ، مقرها يقع في مقاطعة وركشير، ومصنعها في سوليهل، بإقليم غرب الوسط.
كانت أول سيارة رباعية ظهرت في العالم سنة 1948م بعد سيارة جيب التي نشأت سنة 1941 قبل نحو 60 عاما ظهرت اولا سيارات لاندروفر في معرض امستردام وسرعان ما اكتسبت هذه السيارات نجاحا كبيرا وكانت منطقة الشرق الأوسط أول مقصد للتصدير لهذة الماركة للطبيعة الصحراوية التي تتميز بها معظم دول الشرق الأوسط.
نجحت على مدى أكثر من 60 عاماً من وجودها في قهر أعتى وأصعب التضاريس من خلال سيارات ارتبطت بقوة الأداء الأمر الذي وسع شهرتها حول العالم، وعلا مر السنين تطورت علامة لاندروفر من قوة إلى قوة وصولاً إلى الآن حيث عمدت الشركة إلى تطوير سياراتها من خلال عناصر أساسية ميزتها الرفاهية غير المسبوقة والأداء الفائق والإبداع والاقتصاد في استهلاك الوقود مع تقليل الانبعاثات الكربونية والتقنيات المتطورة.

### لاند روفر المحدودة - شركة تابعة لشركة بي إل
تأسست لاند روفر كشركة منذ عام 1978. وقبل ذلك، كانت عبارة عن خط إنتاج لشركة روفر التي تم استيعابها لاحقًا في قسم روفر - تريمف التابع لشركة شركة ليلاند للسيارات (بي إل) بعد استيلاء شركة ليلاند للسيارات على روفر في 1967. أدى النجاح التجاري المستمر لطرازات سلسلة لاند روفر الأصلية، وأخيرًا رينج روفر في السبعينيات في خضم مشاكل الأعمال الموثقة جيدًا لشركة BL ، إلى إنشاء شركة لاند روفر منفصلة ولكنها لا تزال تحت مظلة بي إل، الجزء المتبقي من مجموعة روفر اللاحقة في عام 1988، تحت ملكية بريتيش أيروسبيس بعد تفكيك بقايا ليلاند البريطانية وخصخصتها.

### عصر بي إم دبليو
في 31 يناير 1994، استحوذت بي إم دبليو على روفر جروب بي إل سي، بما في ذلك لاند روفر. في عام 2000، تم تفكيك مجموعة روفر بواسطة بي إم دبليو وتم بيع لاند روفر لشركة فورد موتور، لتصبح جزءًا من مجموعة مجموعة بريمير للسيارات. الانتقال إلى ملكية بي إم دبليو سبق فقط تقديم الجيل الثاني من رينج روفر، قبل إطلاق أول طراز موحد من لاند رو Landر، فريلاندر في عام 1997. ثم كانت بي إم دبليو مسؤولة عن الكثير من تطوير رينج روفر III - أول من امتلك سيارة هيكل أحادي ونظام تعليق مستقل، تم تقديمه تحت قيادة فورد في أواخر عام 2001.

### عصر فورد
بعد طرح سيارة رينج رور الجديدة كليًا في عام 2001، نقلت فورد سيارة لاند رور بعيدًا عن إطارات السلالم المعبأة التقليدية، من خلال تقديم جيل جديد من ديسكوفري يتميز بـ «إطار الهيكل المتكامل»، في عام 2004. ومنذ ذلك الحين، استمرت سيارة ديفندر فقط على الأسس التقليدية لاند روفر منذ عام 1948. انتهى استخدام محرك روفر V8 في لاند روفرز أيضًا باستبدال عضو الكنيست. الثاني الاكتشاف.
في عام 2006، اشترت فورد أيضًا ماركة روفر من بي إم دبليو مقابل حوالي 6 ملايين جنيه إسترليني. احتفظت بي إم دبليو بملكية العلامة التجارية لحماية سلامة العلامة التجارية لاند روفر، والتي قد يتم الخلط بينها وبين "روفر '' في سوق سيارات الدفع الرباعي بالولايات المتحدة والسماح باستخدامها بموجب ترخيص من أم جي روفر حتى انهارت في عام 2005، وعند هذه النقطة تم عرضه على شركة فورد موتور، التي كانت تمتلك لاند روفر في ذلك الوقت. في 11 يونيو 2007، أعلنت شركة فورد أنها تخطط لبيع لاند روفر جنبًا إلى جنب مع سيارات جاكوار. أبدت شركات الأسهم الخاصة مثل اكاديمي بارتر اوف ذا يو كي وتي بي جي كابيتال، اهتمامًا في البداية بالشراء الماركيز من شركة فورد موتور. في 1 يناير 2008، أعلن فورد رسميًا أن تاتا هي العارض المفضل. في 26 مارس 2008، أعلنت شركة فورد أنها وافقت على بيع عملياتها من جاكوار ولاند روفر إلى شركة تاتا موتورز، وأنها تتوقع إكمال البيع بنهاية الربع الثاني من عام 2008.

## النقلة الكبرى في تاريخ الشركة
ظلت (روفر) لسنوات طويلة رمزا للسيارات قوية الأداء متعددة الاستخدامات التي
تنتج تحت مسميات (روفر)، (لاند روفر)، (رانج روفر) وكان عام 1994
النقلة الكبرى في تاريخ (روفر) بانضوائها تحت مظلة (بي ام دبليو) الألمانية، وكان أول إنتاج لـ (لاند روفر) كان في 1948 في معرض أمستردام للسيارات
و بعدها بستة أعوام قدمت أول موديل بسقف صلب بدلا من القماش وشهد عام 1957
إنتاج أول سيارة (لاند روفر) بمحرك بنزين.

## المنتجات
تضم منتجات الشركة عبر مركز تصنيع محركات جاكوار لاند روفر سيارة (رينج روفر) (رينج روفر سبورت) و (لاندروفر Lr3 وlr2 وlr4 التي أطلقتها لسنة 2010) و (ديفيندر) الأسطورية، و (LRX) التي أطلقتها بمناسبة احتفالها بالذكرى الستين لانطلاقتها. 

## سيارات لاند روفر الحالية
- لاند روفر ديسكفري سبورت 2015
- لاند روفر رنج روفر سبورت 2014
- لاند روفر LR4 2013
- لاند روفر ديفيندر 2013
- لاند روفر رنج روفر 2013
- لاند روفر رنج روفر سبورت 2012
- لاند روفر رنج روفر إيفوك 2012
- لاند روفر LR2 2012
- لاند روفر رنج روفر 2011
- لاند روفر رنج روفر فيلار 2018